# Amandava formosa
Il bengalino verde o coobert (Amandava formosa (Latham, 1790)) è un uccello passeriforme della famiglia degli Estrildidi.

## Descrizione

### Dimensioni
Misura fino a 10 cm di lunghezza: a parità d'età, le femmine sono in genere leggermente più piccole rispetto ai maschi.

### Aspetto
Si tratta di uccelletti dall'aspetto robusto, muniti di un forte becco conico leggermente allungato.

La colorazione è grigio-olivastra su testa, dorso ed ali (da cui il nome comune di questi uccelli), mentre guance, gola e petto sono giallo-verdastri, il ventre ed il sottocoda sono invece di colore giallo, molto più carico nel maschio rispetto alla femmina: i fianchi in ambedue i sessi sono bianchi con zebrature bruno-nerastre, così come nera è la coda. Il becco è di colore rosso scuro, gli occhi sono bruno rossicci e le zampe sono di colore carnicino.

## Biologia

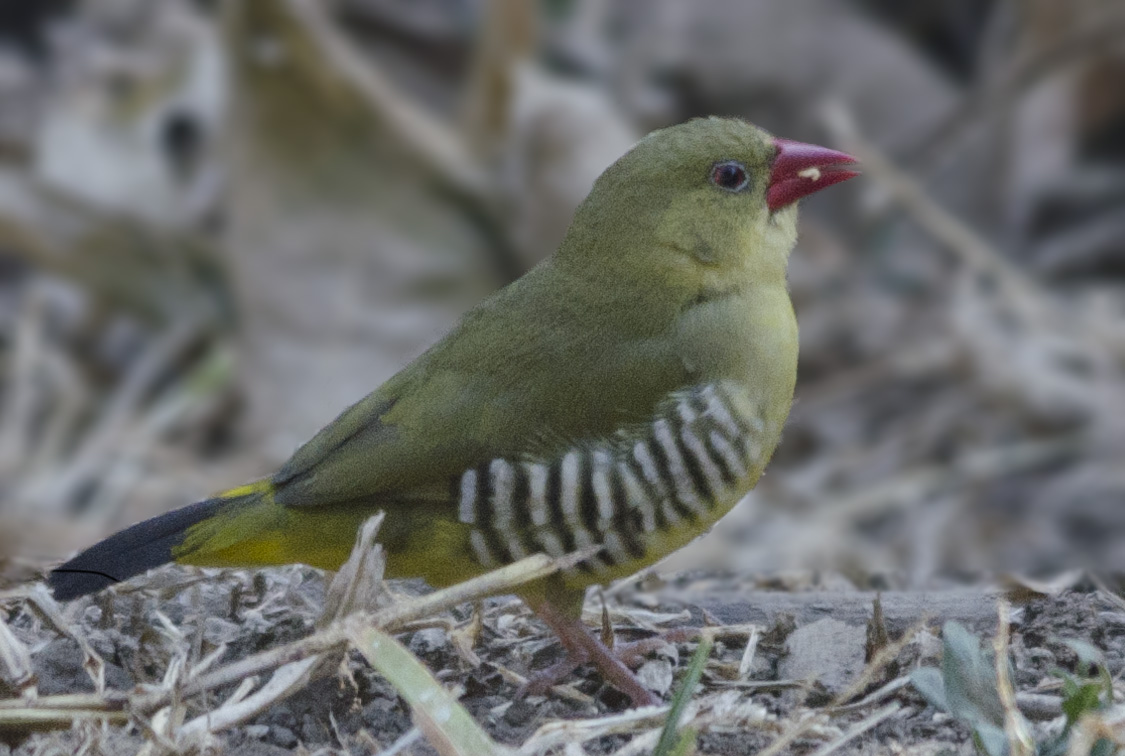
Una femmina si nutre al suolo.

Si tratta di uccelli diurni e gregari, che formano gruppetti di poche decine d'individui che si disperdono al suolo e fra l'erba alta alla ricerca di cibo, tenendosi in contatto tramite un acuto richiamo cinguettato.

### Alimentazione
Il bengalino verde è un uccello essenzialmente granivoro, che grazie al forte becco è in grado di avere ragione di una varietà di piccoli semi, specialmente di graminacee, privilegiando quelli ancora immaturi: questi uccelli, inoltre, specie durante il periodo riproduttivo integrano la propria dieta con piccoli insetti ed altri invertebrati.

### Riproduzione
Il periodo riproduttivo viene generalmente individuato fra i mesi di ottobre e gennaio, sebbene sia possibile osservare coppie nidificanti anche durante il mese di luglio. A differenza del congenere e affine bengalino moscato, il bengalino verde si dimostra scarsamente territoriale durante la stagione degli amori, tant'è vero che le varie coppie nidificano a pochi passi l'una dall'altra, formando vere e proprie colonie.

Il nido consiste in una struttura globosa ben nascosta nel folto della vegetazione, costituita da rametti e fibre vegetali intrecciate e foderata all'interno con materiale soffice: alla sua costruzione collaborano ambedue i partner, che si alternano inoltre nella cova delle 4-6 uova bianche (che dura 13 giorni) e nella cura dei nidiacei, i quali, ciechi ed implumi alla nascita, sono in grado d'involarsi attorno alla terza settimana di vita e possono dirsi completamente indipendenti a circa due mesi dalla schiusa.

## Distribuzione e habitat

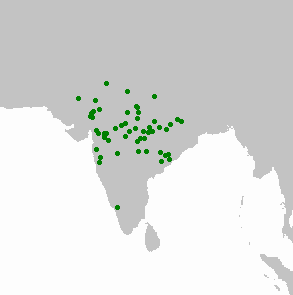
In verde l'areale occupato dalla specie.

Questa specie è endemica dell'India, dove occupa un areale molto frammentario che comprende la porzione centrale e nord-occidentale del Paese: in particolare, le popolazioni più numerose censite sono quelle del Rajasthan, dell'Uttar Pradesh, del Bihar e del Maharashtra, mentre la popolazione diffusa nel Kerala settentrionale ha probabilmente origine da animali introdotti, così come quella che un tempo si era stabilita nei pressi di Lahore.
L'habitat di questi uccelli è rappresentato dalle aree cespugliose secche con presenza di radure erbose, con presenza di fonti d'acqua dolce nelle vicinanze: essa inoltre si spinge anche nei campi coltivati, pur essendo molto timida e rifuggendo il contatto con l'uomo.

## Tassonomia
Si tratta di una specie monotipica, ossia non presentante sottospecie, e strettamente imparentata col bengalino comune, dal quale essa ha cominciato a divergere circa 9 milioni di anni fa.

## Conservazione
Sebbene sia localmente comune, questo uccello è in decremento numerico, principalmente a causa della cattura illegale per il commercio come animale da compagnia: interi stormi possono infatti essere catturati con relativa semplicità, utilizzando trappole con esca o zimbelli. Questa flessione numerica, unita all'areale molto frammentato occupato dalla specie, ha fatto sì che questi uccelli vengano attualmente classificati dallo IUCN con lo status di "vulnerabile".